# Jomanichim
Jomanichim är en ort i Mexiko.   Den ligger i kommunen Tenejapa och delstaten Chiapas, i den sydöstra delen av landet, 800 km öster om huvudstaden Mexico City. Jomanichim ligger 1 386 meter över havet och antalet invånare är 1 112.
Terrängen runt Jomanichim är kuperad åt sydväst, men åt nordost är den bergig. Runt Jomanichim är det tätbefolkat, med 319 invånare per kvadratkilometer. Närmaste större samhälle är Cancuc, 2,1 km nordväst om Jomanichim. I omgivningarna runt Jomanichim växer i huvudsak städsegrön lövskog.